# Elatine heterandra
Elatine heterandra är en slamkrypeväxtart som beskrevs av H. Mason. Elatine heterandra ingår i släktet slamkrypor, och familjen slamkrypeväxter. Inga underarter finns listade i Catalogue of Life.